# Roetmangabey
De roetmangabey (Cercocebus atys) is een zoogdier uit de familie van de apen van de Oude Wereld (Cercopithecidae). De wetenschappelijke naam van de soort werd voor het eerst geldig gepubliceerd door Audebert in 1797.

## Ziekte
De roetmangabey is een natuurlijke drager van het Simian immunodeficiency virus (SIV) en is een hoogwaarschijnlijke bron van hiv-2. Overdracht van deze zoönose vond waarschijnlijk voor het eerst plaats rond 1940.

## Voorkomen
De soort komt voor in Senegal, Guinee-Bissau, Guinee, Sierra Leone, Liberia en Ivoorkust.